# تاريخ السند
يشير تاريخ السند إلى تاريخ مقاطعة السند الباكستانية وما أحاط بها من المناطق المجاورة التي وقعت تحت سيطرتها دائمًا.
لطالما كانت السند موقعًا مهمًا لإحدى مهد الحضارات، حضارة وادي السند في العصر البرونزي التي ازدهرت منذ حوالي 3000 قبل الميلاد ثم تراجعت بسرعة بعد 1000 عام، في أعقاب الهجرات الهندوآرية التي اجتاحت المنطقة في أفواج بين 1500 و500 قبل الميلاد. أدت القبائل الهندوآرية المهاجرة إلى ظهور الحضارة الفيدية في العصر الحديدي، والتي استمرت حتى عام 500 قبل الميلاد. خلال تلك الحقبة، تألف كتاب الفيدا المقدس، أقدم وأهم الكتب المقدسة الهندوسية. في عام 518 قبل الميلاد، غزت الإمبراطورية الأخمينية وادي السند وأنشأت ولاية هندوسية في السند. بعد غزو الإسكندر الأكبر، أصبحت السند جزءًا من الإمبراطورية الموريانية. وبعد تراجع الاسكندر الأكبر، خضعت السند لحكم الهندو اليونانيين والهنود السكيثيين والهنود البارثيين.

## علم أصول الكلمات
اليونانيون الذين غزوا السند عام 325 قبل الميلاد تحت قيادة الإسكندر الأكبر أطلقوا على نهر السند اسم إندوس، ثم نهر السند الحديث. كما أطلق الإيرانيون القدماء على كل شيء يقع شرق نهر السند اسم الهند. كلمة السند هي كلمة فارسية اشتقت من المصطلح السنسكريتي سيندهو، وتعني "النهر" - في إشارة إلى نهر السند.

### ممالك السند-سوفيرا

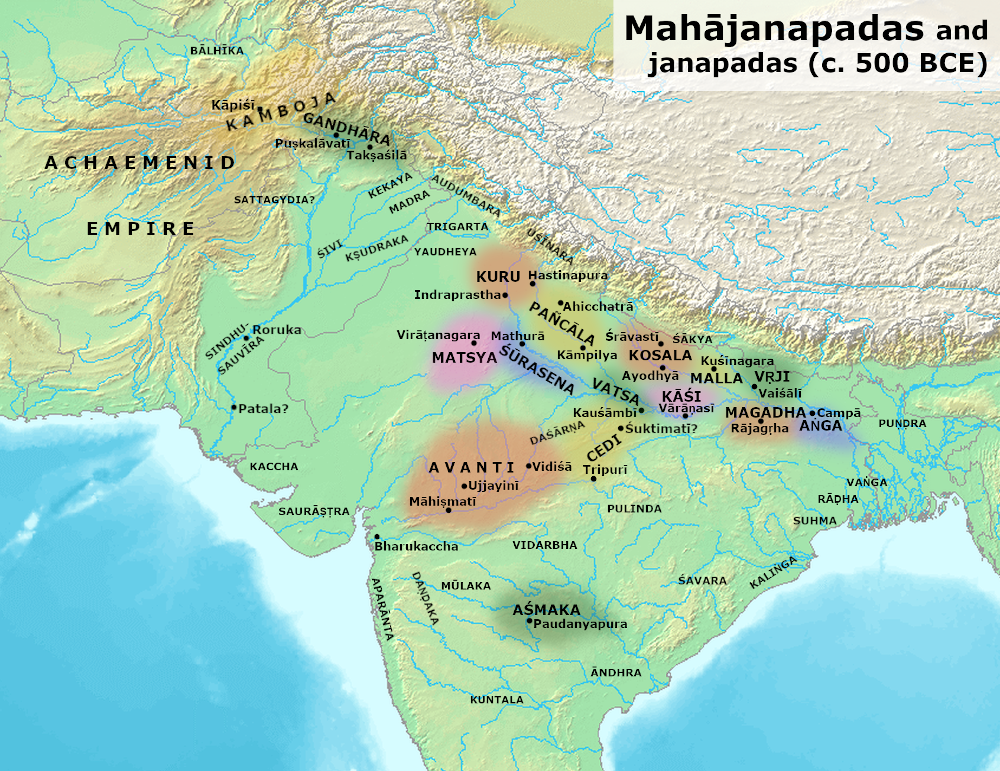
مملكة سيندو سوفيرا وماهاجاناباداس في فترة ما بعد تأليف كتاب الفيدا